# Hougham, Kent
Hougham var en civil parish fram till 1896 då den blev en del av Dover, i grevskapet Kent, i England. Denna civil parish hade 7 842 invånare år 1891. Byn nämndes i Domedagsboken (Domesday Book) år 1086, och kallades då Hucham/Huham.